# Аммон, Карл Вильгельм
Карл Вильгельм Аммон (нем. Karl Wilhelm Ammon; 1777—1842) — известный немецкий конезаводчик, ветеринар и ипполог XIX века, брат и коллега Георга Готлиба Аммона.
Карл Вильгельм Аммон родился в 1777 году в Пруссии (ныне город Ясная Поляна (Калининградская область)), близ имевшего мировую славу конезавода Тракенен (что вероятно и повлияло на выбор им профессии).
Изучал ветеринарию в столице Германии городе Берлине, а с 1754 года уже занимался самостоятельной практикой (там же).
В 1797 году занимал должность ветеринарного врача при различных конских заводах.
В 1839 году, по выходе в отставку, поселился в Ансбахе, где и скончался в 1842 году.

## Избранная библиография
- «Hausvieharzneibuch» (3 изд., Ульм, 1846,),
- «Über Verbesserung und Veredlung der Landespferdezucht durch Landes gestütanstalten» (3 том. Нюрнберг, 1829—31),
- «Bemerkungen über den Nutzen der landesherrl. Hof— und Stammgestüte und der Wettrennen nach engl-Art» (Нюрнб., 1830).